# Rookmuts

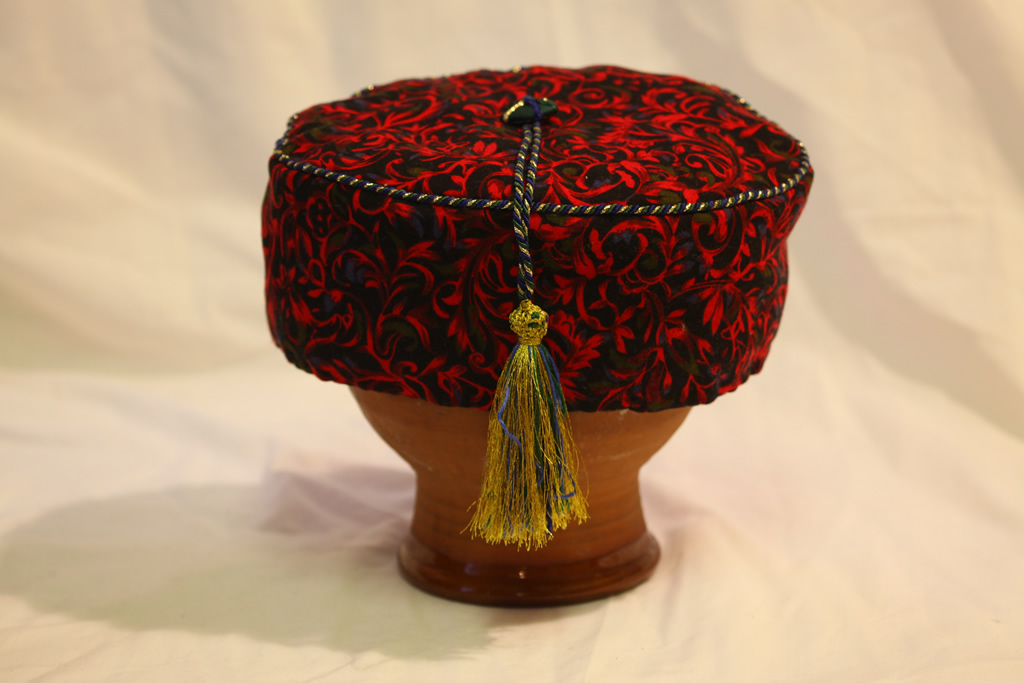
Een rookmuts naar traditioneel model met gouden tassel en decoratieve knoop op de bovenkant

Een rookmuts, ook kalot, is een type hoed die in de 19e eeuw zeer populair was. De hoed is een kruising tussen een fez en een kufi en werd uit Turkije meegenomen door Britse soldaten samen met een grote hoeveelheid Turkse sigaren. Hij werd gedragen door de elite in en rondom het huis om het hoofd warm te houden en de geur van sigarenrook uit de haren te houden.